# Margaux Motin
Pour les articles homonymes, voir Motin.
Margaux Motin, née le 25 juillet 1978, est une illustratrice, dessinatrice de bande dessinée et blogueuse française. 

## Biographie
Elle est la sœur de la chorégraphe Marion Motin.
Après un baccalauréat L option arts plastiques, Margaux Motin fait un BTS Communication visuelle à l’École nationale supérieure des arts appliqués et des métiers d'art.
Ses débuts professionnels se font en tant qu’illustratrice de presse chez le magazine Muteen (rubrique « J'ai testé ») de 2002 à 2008. Par la suite, elle signe ses illustrations autant pour la presse, l’édition, que pour la publicité. En mars 2008 elle ouvre son blog qui la fait connaître du grand public. En mai 2009 elle publie un recueil d’illustrations, J'aurais adoré être ethnologue, issues en majorité de son blog, où elle expose avec humour des anecdotes de sa vie de trentenaire.
En 2009 Margaux Motin collabore avec Florence Foresti pour les illustrations du DVD de son spectacle Mother Fucker. Elle participe, en 2010, à la revue Fluide glamour, prolongement du magazine Fluide glacial.
Les ouvrages de Marie-Aldine Girard et de sa sœur jumelle Anne-Sophie sont adaptés en bande dessinée et illustrés par Margaux Motin (éditions Fluide Glacial) d'abord en 2015 pour le volume 1, puis en 2016 pour la suite,  Margaux Motin rencontre La femme parfaite est une connasse 2 et parallèlement, sort un coffret avec les deux tomes.

## Publications

### Auteur de BD
- J'aurais adoré être ethnologue, Paris, Marabout, 13 mai 2009, 135 p. (ISBN 978-2-501-06163-6)
- La théorie de la contorsion[11], Paris, Marabout, 22 septembre 2010, 176 p. (ISBN 978-2-501-06387-6)
- Very Bad Twinz[12], avec Pacco, Fluide Glacial, octobre 2011, 48 p.  (ISBN 978-2858159611)
- La tectonique des plaques, Delcourt, 8 mai 2013, 192 p.  (ISBN 978-2756041957)
- Oui ! 101 Questions à se poser avant de se marier[13], avec Pacco (co-scénariste, co-dessinateur), Delcourt, 2015  (ISBN 978-2-756063089)
- Margaux Motin rencontre La femme parfaite est une connasse [8] (dessin et adaptation en bande dessinée), avec Anne-Sophie Girard et Marie-Aldine Girard (textes), éditions Fluide Glacial, 2015
- Margaux Motin rencontre La femme parfaite est une connasse  2[9] (dessin et adaptation en bande dessinée), avec Anne-Sophie Girard et Marie-Aldine Girard (textes), éditions Fluide Glacial, 2016
- Le Printemps suivant, tome 1, vent lointain, Casterman, 2020
- Le Printemps suivant, tome 2: Après la pluie, Casterman, novembre 2022

### Illustration

#### Pour la presse
Muteen, Cosmopolitan, Maison Française, Bien dans ma vie !, Fémina, Marie Claire, Têtu, Zurban, Glamour, Top Famille, Elle, Ça m'intéresse, Gaël, La Parisienne, « Guide nutritionnel de la femme enceinte » publié par l'INPES (2008), Phosphore

#### Pour l’édition
- L'Étudiante  (ill. Margaux Motin), First
- Catherine Najac (ill. Margaux Motin), Des jeux pour les yeux : pour comprendre comment on voit, Paris, Chiron, 1er août 2007, 26 p. (ISBN 978-2-7027-1215-3)
- Peggy Mignot-Paillet (ill. Margaux Motin), Le mariage pour les débutants, Paris, Editions Générales First, 9 janvier 2008, 215 p. (ISBN 978-2-7540-0672-9)
- Julien Jouanneau (ill. Margaux Motin), Lui et moi... et Internet, Paris, Prisma Presse, 8 janvier 2009, 158 p. (ISBN 978-2-906221-89-5)
- Julien Jouanneau (ill. Margaux Motin), Lui et moi... face aux disputes, Paris, Prisma Presse, 8 janvier 2009, 157 p. (ISBN 978-2-906221-88-8)
- Florence Martin (ill. Margaux Motin), Lui et moi... les enfants, pas de problème, Paris, Prisma Presse, 8 janvier 2009, 139 p. (ISBN 978-2-906221-90-1)
- Layla Demay et Laure Watrin (ill. Margaux Motin), Une vie de pintade à Paris, Paris, Calmann-Lévy, 1er octobre 2009, 338 p. (ISBN 978-2-253-13145-8)
- Muriel Rozelier (ill. Margaux Motin), Une vie de pintade à Beyrouth, Paris, Calmann-Lévy, 7 octobre 2009, 416 p. (ISBN 978-2-7021-4040-6)
- Lionel Paillès et Benoît Le Goëdec (ill. Margaux Motin), Papa débutant : Le guide que tous les jeunes pères attendaient !, Paris, Editions Générales First, mai 2008, 5e éd., 197 p. (ISBN 978-2-7540-0708-5)
- Olivia Toja (ill. Margaux Motin), Maman débutante : L'essentiel pour bien s'occuper de bébé !, Paris, Editions Générales First, 21 janvier 2010, 254 p. (ISBN 978-2-7540-1681-0)
- Jane Austen  (ill. Margaux Motin), Orgueil et Préjugés[14], Tibert Editions, 2017 (rééditions, 2018, 2020), 360 p.  (ISBN 979-1096739011)
- Jane Austen (ill. Margaux Motin), Persuasion[15], Tibert Editions, 2018, 300 p.  (ISBN 979-10-96739-01-1)
- Jane Austen (ill. Margaux Motin), Raison et Sentiments, Tibert Editions, 2020, 460 p.  (ISBN 979-10-96739-06-6)

#### Pour la publicité
- Création de visuels pour le Nailloux Fashion Village[16],[17].

#### Varia
- Agenda 2011 : Margaux Motin  (ill. Margaux Motin), éditions Marabout, août 2010 (ISBN 978-2-501-06662-4)

### Vidéo
- Interview vidéo par Thomas Clement pour son blog clement.blogs.com, septembre 2008 (en ligne).